# Ischnotherus
Genre
Ischnotherus est un genre d'opilions laniatores de la famille des Gonyleptidae.

## Distribution
Les espèces de ce genre sont endémiques d'Espírito Santo au Brésil.

## Liste des espèces
Selon World Catalogue of Opiliones (28/08/2021) :
- Ischnotherus pardus (Kury, 1989)
- Ischnotherus tenebrosus Kury, 1991

## Publication originale
- Kury, 1991 : « Notes on Mitobatinae IV. Ischnotherus tenebrosus new genus and new species of Brazilian harvestmen (Opiliones: Laniatores: Gonyleptidae). » Mitteilungen aus dem Zoologischen Museum in Berlin, vol. 67, p. 351–359.